# Debelo Brdo II
Debelo Brdo II is een plaats in de gemeente Gospić in de Kroatische provincie Lika-Senj. De plaats telt 5 inwoners (2001).